# Pygolabis weeliwolli
Pygolabis weeliwolli là một loài chân đều trong họ Tainisopidae. Loài này được Keable & Wilson miêu tả khoa học năm 2006.